# Pěvecký spolek Vlastimil
Pěvecký spolek Vlastimil v Kuklenách byl spolek, který sdružoval všechny mužské zájemce o pěvecké umění z Kuklen, Svobodných Dvorů, Plačic a Pražského Předměstí (později i z Hradce Králové a jiných obcí). Fungoval v letech 1864-1949 a teprve od roku 1923 přijímal též ženy.

## Historie
Začátkem 2. poloviny 19. století, jako reakce na tuhý Bachův absolutismus, začínaly se po českém venkově zakládat zpěvácké spolky. Jejich heslo „zpěvem k srdci – srdcem k vlasti“ se stalo výzvou ke sdružování i tam, kde pro to nebyly velké předpoklady.
Také v Kuklenách z podnětu truhlářského mistra a stavitele pian Čeňka Krčmáře došlo k ustavující schůzi pěveckého tělesa, nazvaného Vlastimil, který se tak stal nejstarším spolkem v Kuklenách a své členy měl i ve Svobodných Dvorech, Plačicích a na Pražském Předměstí. Došlo k tomu za přítomnosti 22 zájemců 1. srpna 1864. Sbormistrem se stal známý místní učitel Václav Kalenda, jeho zástupcem učitel Václav Novák a předsedou byl zvolen Josef Kubec.
Hned po ustavení spolku se začalo s nacvičováním, takže již koncem prvního roku mohlo se nové pěvecké těleso představit veřejnosti. Prvním jeho výstupem bylo blahopřání ke zvolení nového obecního starosty Josefa Kubce 24. srpna 1864. 7.–8. září téhož roku bylo zase ve znamení oslav druhotin místního faráře Jana Hrona, jež se bez účasti spolku nemohly obejít.
Spolek pěstoval skladby světské i církevní. Účinkoval při církevních slavnostech, o svatbách či pohřbech členů nebo jejich rodičů, o národních slavnostech, pořádal zastaveníčka různým vynikajícím členům, pěvecko-deklamatorní zábavy, akademie, silvestrovská veselí i výlety. 15. května 1868 přispěl svými zpěvy k slavnostnímu aktu položení základního kamene k Národnímu divadlu v Praze. Vlastimil spoluúčinkoval i s jinými pěveckými spolky, např. s hradeckým Slavjanem (např. při kladení základního kamene hradecké plynárny roku 1869). Spolek byl organizován u První pěvecké a hudební župy v Nové Pace a byl členem pražské České obce pěvecké. Svými výkony zaujímal v župě velmi čestné místo. Po mnoho let měl jen mužský sbor, zvlášť když od roku 1891 se ženy sdružovaly ve vlastním spolku Libuše. Cvičilo se nejprve v soukromých bytech (u Jana Balcara, Josefa Rýdla, Josefa Helvicha), později ve škole u kostela, ve škole v čp. 1 a pak v hostinci u Černého koně. V historii spolku byla významnou událostí slavnost k jeho třicetiletému trvání v roce 1894, kdy se tu konal 3. sjezd celé župy spolu se svěcením praporu a účinkovalo na 300 zpěváků. Podobně tomu bylo 25. září 1904, kdy První česká pěvecká a hudební župa uspořádala v Kuklenách na paměť 40letého trvání Vlastimila okrskový sjezd spojený s pěvecko-hudební akademií za spoluúčinkování Eleonory Říhové, která mj. přednesla Fibichovu kantátu pro sopránové a basové sólo Jarní romance op. 23 a Šperkovou arii z Gounodova Fausta.
Po mnohaletém živoření, zvláště za 1. světové války, obnovil spolek svou činnost v celém rozsahu počínaje rokem 1920, a to zásluhou učitele Jana Pochyby a jednatele Josefa Vaňky. Od roku 1923 začal přijímat ženy, takže kromě mužského sboru měl ještě sbor ženský a smíšený. V roce 1924 tak měl 69 členů činných a 46 přispívajících. Mnohdy také dělal doprovod různým přednáškám, např. 10. března 1926 zapěl sbory při přednášce prof. Dr. Nováka „T. G. Masaryk“, jež se konala ve zdejší hospodářské škole.
Za německé okupace se snažil nejen podpořit národní cítění obyvatelstva, ale v nelehkých chvílích ho také potěšit a zabavit. Konaly se tak různé pěvecko-orchestrální večery, např. Kmochův, případně slavnostní večery k různým výročím.
Již v roce 1939 (po župním sjezdu v Kuklenách v předchozím roce) se začalo uvažovat o sloučení obou kuklenských pěveckých těles Vlastimila a Libuše. Došlo k tomu až 21. května 1945. Spolek nadále nesl název Vlastimil-Libuše. Jeho sbormistry byli Ludvík Kostelecký a Jan Pochyba.
Poslední záznamy o spolkovém životě končí v roce 1949, kdy se mělo toto pěvecké těleso přičlenit k některé masové organizaci. 

## Předsedové a sbormistři
Po J. Kubcovi stáli v čele spolku J. Helvich, Č. Krčmář, V. Horáček, J. Balcar, Al. Nejedlý, J. Jelínek, J. Jebavý, V. Čejka. 
Sbormistry byli Václav Kalenda (dle zprávy pro městskou kroniku z roku 1924 též Václav Novák, Josef Prokop, Eduard Erben), J. Hendrych, uč. V. Horáček, uč. J. Jelínek (1886–1910), uč. Jaroslav Jebavý (1910–1914). Po válce to byl učitel J. Pochyba. Posledním sbormistrem byl učitel V. Kostelecký.